# Gyárközi Bizottság
A Gyárközi Bizottság gyárakat összefogó szervezetként alakult meg. 

## Története
A  Gyárközi Bizottság az 1917.  novemberi budapesti tüntetések után vált hatékony politikai erővé. 1918 januárjában  a Gyárközi Bizottság már jelentős szerepet töltött be. Az oroszországi Bolsevik Párt gyakorolt erjesztő hatást a magyarországi háborúellenes, defetista mozgalmakra, az 1918. március 20-i Zimmerwaldi nyilatkozat alapján.  1918. január 13-án a Gyárközi Bizottság, az Ipari és Közlekedési Alkalmazottak Szövetsége és a gyári bizalmi szervezetek nyomására a Szociáldemokrata Párt ugyanazon a napon 6 nagygyűlést tart. Ezek közül a szociáldemokrata vezetés ellenére négy nagygyűlésen elfogadták a Központi Munkástanács megalakítására vonatkozó javaslatot.   
1918. január 18–án és 19-én  a munkát beszüntető és tüntető munkások annexiómentes békét követeltek a Szovjet-Oroszországgal folytatott tárgyalásokon, továbbá a választójog kiszélesítéséért és jobb élelmiszerellátásért is felléptek. Gyakorlatilag általános sztrájk robbant ki a fővárosban és legalább 150 ezer ember állt le a munkával, ráadásul a tiltakozás a vidéki városokra is átterjedt. Budapesten 1918. január 18-án tizennégy helyen tartottak népgyűlést. Leállt a közlekedés, a lapok nem jelentek meg. A Thököly úton Weltner Jakab és Böhm Vilmos mondott beszédet. 

## Tagjai
Kelen József, Fried Jolán.Mosolygó     Antal, Helfgott Ármin, Komját    Aladár, Vágó  Béla